# Nationalpark Serra dos Órgãos
Die Serra dos Órgãos (Orgelpfeifengebirge, Orgelgebirge oder „Organgebirge“) ist ein brasilianischer Nationalpark im Bundesstaat Rio de Janeiro bei Teresópolis, außerdem auf dem Gebiet der Städte Petrópolis, Magé und Guapimirim. Er war der dritte Nationalpark, den Brasilien auswies und wurde am 30. November 1939 gegründet. Der Park umfasst eine Fläche von 110 km² und ist bekannt für seine unvermittelt aufragenden Felsspitzen. Mit Höhen zwischen 1500 und 2200 m gehören sie zu den höchsten Punkten des Landes, dessen Gebiet sich auf einer durchschnittlichen Meereshöhe von 145 m befindet.

## Geographie
Der Nationalpark Serra dos Órgãos liegt etwa 20 km nordwestlich von Rio de Janeiro am nördlichen Ende der Guanabarabucht. Geologisch gesehen sind die fantastischen Felsformationen der Serra dos Órgãos, die aus der Ferne an gewaltige Orgelpfeifen einer Kirche oder die Finger einer Hand erinnern, die durch Erosion freigelegten Spitzen eines gigantischen, aus Gneis und Granit bestehenden pilzförmigen Tiefengesteinskörpers (Batholith).
An Gesteinsproben der Serra dos Órgãos gemessene Kristallisationszeiten von ca. 570 Millionen Jahren weisen darauf hin, dass diese Gesteinsschmelzen die Folge tektonischer Verwerfungen der Erdkruste im Rahmen des letzten großen thermotektonischen Ereignisses in der Genese des atlantischen Schildes, des sogenannten „Brasiliano-Ereignisses“, gegen Ende des Präkambriums sind.
Heute bieten diese Felsformationen Bergsportlern aus aller Welt hervorragende Kletter- und Wandermöglichkeiten. Die Südwestwand der Pedra do Sino, der mit 2263 m höchsten Erhebung der Serra dos Órgãos, gilt als eine der schwierigsten Kletterrouten Brasiliens. Daneben gibt es aber auch zahlreiche Trekking-Möglichkeiten, wie z. B. die klassische 30 km lange „Travessía“ von Petrópolis nach Teresópolis. Sie führt quer durch die Serra dos Órgãos. Die Begehung muss allerdings mit der Verwaltung des Nationalparks abgestimmt werden, da dieser Weg für das normale Publikum geschlossen ist. Bis 1800 m reicht die üppige Vegetation des Atlantischen Bergregenwaldes (Mata Atlântica) hinauf, oberhalb davon beginnt eine nahezu vegetationsfreie Zone, in der es keinen Schutz vor Wind und Wetter gibt und wo die Temperaturen nachts empfindlich absinken.
Zu den höchsten Bergen zählen:
- Dedo de Deus (1692 m)
- Escalavrado (1300 m)
- Dedo de Nossa Senhora (1320 m)
- Nariz do Frade (1980 m)
- Pedra do Papudo (2234 m)
- Pedra do Açu (2236 m)
- Pedra do Sino (2275 m)

Am Parkeingang in einem Vorort von Teresópolis befindet sich das Museu Martius, das zu Ehren des deutschen Botanikers und Forschers Carl Friedrich Philipp von Martius gegründet wurde.

## Fauna
Im Park gibt es über 3600 verschiedene Arten von Flora und Fauna, darunter Wildkatzen, Schlangen und seltene Vögel.

## Geschichte
Der Park war der dritte Nationalpark, den Brasilien gründete, er wurde am 30. November 1939 errichtet.
2014 brannten etwa 4000 Hektar Wald um Petrópolis nieder.
2019 wüteten neben den Waldbränden im ganzen Amazonasbecken auch Waldbrände in Südbrasilien um Petrópolis und im Nationalpark Serra dos Órgãos.